# Риболовно влакно
Риболовното влакно (наричано още корда) е основна част от риболовната линия с помощта на която се изважда уловената риба.
Риболовните влакна могат да бъдат:
Монофилни влакна
Те са прозрачни или оцветени в различни цветове. Имат свойството да се разтягат при натоварване (опън). Имат многослойна структура. Вътрешния слой е еластичен и възприема основните натоварвания, външния слой /слоеве/ са износоустойчиви.
Коефициентът им на разтягане достига до 15%-25%.
Изработват се от синтетични полимери. Най-често се използва найлон, който има и други търговски названия – декрон, силон и др.

Диапазон на сеченията на влакната от 0,08 мм до 1,5 мм
Плетени влакна
Те са непрозрачни и практически не се разтягат. Изработват се от материали на основата на полиетилен DYNEEMA, кевлар и други полимери по Hi-Teck технологии. Структурата на влакното представлява оплетка с кръгло или плоско сечение от микровлакна, допълнително споени помежду си. За намаляване на триенето и разнищването от водачите имат специално полиетленово РЕ покритие. По здравина (якост на опън) превъзхождат монофилните влакна в пъти.
Диапазон на сеченията на влакната от 0,015 мм до 0,20 мм